# 이수일 진무공신교서 및 초상
이수일 진무공신교서 및 초상(李守一 振武功臣敎書 및 肖像)은 대한민국 충청북도 충주시 중앙탑면, 충주박물관에 있는 조선시대의 교서 및 초상화이다. 1995년 6월 30일 충청북도의 유형문화재 제178호로 지정되었다.

## 개요
공신록권이란 나라에서 공이 있는 신하에게 공신으로 임명할 때 내리는 임명서를 말한다. 이 녹권은 조선 인조 때의 무신 이수일(1554∼1632)에게 내려진 것으로, 평안도 병마절도사 겸 부원수로 이괄의 난을 평정하고 진무공신 2등 계림부원군에 봉해질 때에 내린 것이다.
이수일은 조선 중기의 무신으로 1583년 무과에 급제하여 훈련원, 선전관 등의 벼슬을 거쳤다. 임진왜란이 일어나자 의병을 일으켜 싸웠고, 1624년 이괄의 난 때에는 반란군을 무찌르고 서울을 되찾은 공으로 군에 봉해졌다.
이수일의 영정은 전신상과 오른쪽으로 비스듬히 앉은 상, 정면상 3점으로, 전신상은 구름무늬가 그려진 흑녹색관복에 마치 1장의 천으로 마름질하여 붙여 놓은 듯하여 흉배무늬는 해태상 주위에 모란이 장식되어 있고, 두 손을 모아 마주 잡은 자세의 전신교의 좌상을 갖추고 있다. 오른쪽으로 비스듬히 앉은 상은 붉은 채색으로 엷게 그려진 얼굴과 주름선은 전신상의 선들과 일치해 종이를 대고 베낀 것같이 보이지만 수염이나, 귀, 관모표현이 미흡하고 간략히 윤곽을 그린 후 채색하였다.
이 영정의 표현은 17세기 초의 특징을 고루 표현한 것으로 보여진 것이다.

## 참고 자료
- 이수일 진무공신교서 및 초상 - 국가유산청 국가유산포털